# 2024 YR4
2024 YR4 este un asteroid cu diametrul cuprins între 40 și 90 de metri, clasificat ca un obiect din apropierea Pământului de tip Apollo (care traversează Pământul). În cea mai mare parte a lunii februarie 2025 a avut un rating de impact de 3 pe scara Torino. La 24 februarie 2025 a fost clasificat 0 pe scara Torino, cu o șansă de 1 din 59.000 (0,0017%) de a lovi Pământul la 22 decembrie 2032, și un rating de -3,45 pe scara Palermo, corespunzător unui pericol de impact de 0,08% din nivelul de fond. În timpul apropierii din 22 decembrie 2032, asteroidul va trece mai aproape de Lună decât de Pământ, însă incertitudinea 3-sigma a distanțelor este mai mică decât o distanță lunară.
Asteroidul a fost descoperit de stația chiliană a Sistemului de alertă ATLAS (Asteroid Terrestrial-impact Last Alert System⁠(d)) la 27 decembrie 2024. Descoperirea a declanșat primul pas în răspunsurile de apărare planetară, determinând mai multe telescoape majore să colecteze date despre obiect și determinând agențiile spațiale aprobate de Națiunile Unite să înceapă planificarea atenuării amenințării asteroidului.
Asteroidul s-a apropiat de Pământ la 828.800 de kilometri la 25 decembrie 2024 (cu două zile înainte de descoperirea sa) și acum se îndepărtează. Următoarea sa apropiere este așteptată în jurul datei de 17 decembrie 2028. De la începutul lunii aprilie 2025 până în iunie 2028, 2024 YR4 va fi prea îndepărtată pentru a fi observat de telescoapele terestre. Cu toate acestea, telescoapele spațiale în infraroșu ar putea continua să-l monitorizeze în această perioadă. De exemplu, telescopul spațial James Webb este programat să observe asteroidul între martie și mai 2025. Analiza preliminară a spectrelor și a seriilor de timp fotometrice sugerează că este un asteroid pietros de tip S (cel mai probabil), de tip L sau de tip K, cu o perioadă de rotație de aproximativ 19,5 minute. Un număr de asteroizi cunoscuți, dintre care unii sunt impactori virtuali⁠(d), urmează orbite oarecum coerente cu cea a asteroidului 2024 YR4.

## Caracteristici fizice

### Dimensiune și masă
Diametrul lui 2024 YR4 nu a fost măsurat, dar poate fi estimat pe baza luminozității sale (magnitudinea absolută) folosind o gamă de valori plauzibile pentru reflectivitatea suprafeței sale (albedo geometric). Dacă 2024 YR4 reflectă între 5% și 25% din lumina vizibilă, atunci diametrul său este între 40 și 90 de metri. NASA estimează un diametru de 55 metri pentru un albedo geometric de 0,154. Aceste estimări fac ca 2024 YR4 să aibă aproximativ aceeași dimensiune ca asteroidul care a provocat evenimentul Tunguska din 1908 sau ca asteroidul de fier-nichel care a creat craterul Meteor din Arizona în urmă cu 50.000 de ani. 2024 YR4 este semnificativ mai mic decât Dimorphos, ținta de impact a Testului NASA de Redirecționare a Asteroizilor Dubli (DART). Diametrul și albedo-ul lui 2024 YR4 pot fi forțate în continuare prin observații în infraroșu termic, observații radar, ocultarea unei stele sau imagini directe realizate de o navă spațială.
Masa și densitatea asteroidului nu au fost măsurate, dar masa poate fi estimată cu aproximație cu ajutorul unei densități presupuse și a diametrului estimat. Presupunând o densitate de 2,6 g/cm3, care se încadrează în intervalul de densitate al asteroizilor pietroși precum 243 Ida, tabelul de risc Sentry estimează o masă de 2,2×108 kg cu un diametru presupus de 55 de metri.

### Componența și perioada de rotație
Analiza spectroscopică preliminară efectuată de Gran Telescopio Canarias și Lowell Discovery Telescope⁠(d) sugerează că 2024 YR4 este fie un asteroid de tip S (17% din populația de asteroizi), fie un asteroid de tip L, fie un asteroid de tip K, toate acestea indicând o compoziție pietroasă.
Observațiile fotometrice efectuate de Very Large Telescope (VLT) și de telescopul de 1,54 metri al Observatorului La Silla indică faptul că 2024 YR4 are o perioadă de rotație de aproape 19,5 minute. Aceasta este o perioadă de rotație relativ rapidă pentru un asteroid, deși nu este suficient de rapidă pentru a exclude faptul că 2024 YR4 este o structură de grămadă de moloz. Luminozitatea lui variază cu 0,42 magnitudini pe măsură ce se rotește, indicând faptul că are o formă alungită, lungimea sa ecuatorială cea mai mare fiind de cel puțin 1,4 ori mai mare decât lungimea sa ecuatorială cea mai mică. VLT a observat, de asemenea, 2024 YR4 la unghiuri de fază multiple, de la 5° la 35°, ceea ce ar permite construirea unei curbe de fază care poate constrânge proprietățile suprafeței asteroidului.

## Impactul potențial din 2032

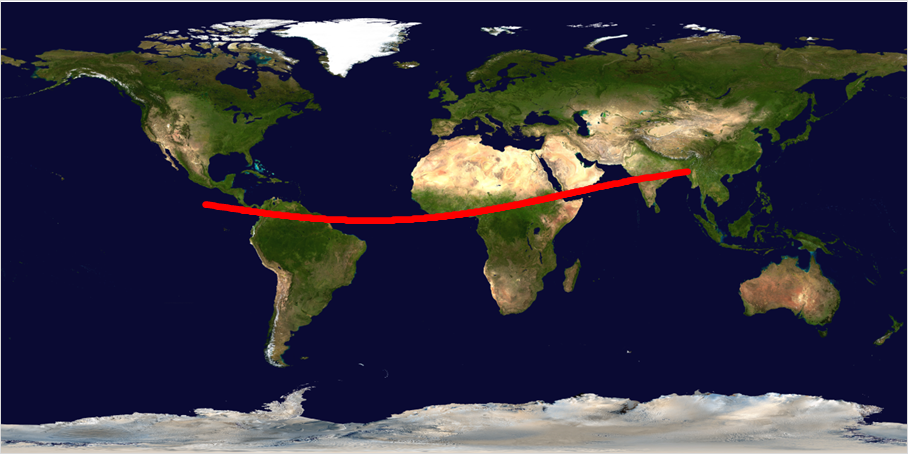
Coridorul de risc de impact pentru abordarea 2032

La 22 decembrie 2032, asteroidul se va apropia cel mai mult de Pământ între orele 4:00 și 13:00 GMT, venind din direcția Săgetătorului. Calculele folosind arcul de observație de 60 de zile de la 24 februarie 2025 arată că 2024 YR4 are o șansă de 1 din 59.000 (0,0017%) de a lovi Pământul la 22 decembrie 2032 în jurul orei 14:02 UT și o posibilitate de 1% de a lovi Luna aproximativ o oră mai târziu în jurul orei 15:19 UT. Cea mai mare apropiere de Pământ va avea loc la 22 decembrie la 08:30 UT (cu o incertitudine a timpului de apropiere de aproximativ 4 ore și cu 6 ore mai devreme decât este necesar pentru impactul cu Pământul) la o distanță de 271.000 de kilometri, cu o incertitudine 3-sigma de 207.000 de kilometri. Cea mai mare apropiere de Lună este șapte ore mai târziu, la 15:05 UT (la 15 minute de fereastra de impact lunar), cu o distanță nominală de aproximativ 16.000 km.
Din cauza dimensiunilor lui 2024 YR4 și a probabilității de impact mai mare de 1%, acesta a atins nivelul 3 pe scara Torino, ceea ce a determinat Rețeaua Internațională de Avertizare asupra Asteroizilor să emită o notificare la 29 ianuarie 2025. Acesta este al doilea cel mai ridicat nivel al scalei Torino pe care l-a atins vreodată un asteroid, după 99942 Apophis, care a fost clasificat pentru scurt timp la nivelul 4 al scalei Torino la sfârșitul anului 2004. La 18 februarie 2025 (când avea un arc de observație de 55 de zile), NASA a acordat un rating pe scara Palermo de -0,18 pentru 2024 YR4, ceea ce corespundea unui risc de impact de 66% din nivelul riscului de fond. La 23 februarie 2025 (cu un arc de observație de 60 de zile), asteroidul a fost coborât la nivelul 0 pe scara Torino, ceea ce înseamnă că probabilitatea unei coliziuni este efectiv zero.
La data de 23 februarie 2025, NASA acordă un rating pe scara Palermo de -3,45 pentru 2024 YR4, ceea ce corespunde unui risc de impact de 0,08% din nivelul de risc de fond. NEODyS acordă un rating de -4,38 cu o probabilitate de impact de 0,000444%[29], în timp ce Agenția Spațială Europeană acordă un rating pe scara Palermo de -3,55 cu o probabilitate de impact de 0,00162%. Coridorul de risc al posibilelor locații de impact ale 2024 YR4 se întindea de la Oceanul Pacific la nordul Americii de Sud, Oceanul Atlantic, Africa centrală, un colț al peninsulei Arabice și apoi la nordul Indiei.

### Efectul impactului
Folosind diametrul, masa și densitatea estimate de NASA pentru 2024 YR4, asteroidul ar elibera o energie echivalentă cu 7,6 megatone de TNT dacă ar lovi Pământul cu o viteză la intrarea în atmosferă de 17,32 km/s. Datorită compoziției sale pietroase, cel mai probabil ar produce o explozie de aer meteoric decât un crater de impact (pentru un impact asupra unui continent) sau un tsunami (pentru un impact oceanic asupra unui țărm). Ar putea provoca pagube până la 50 km de locul impactului.

## Observarea asteroidului

Animație cu 2024 YR4 în jurul Soarelui, apropiere în 2032
2024 YR4·
Soare·
Mercur·
Venus·
Terra·
Marte

Sunt necesare observații suplimentare ale asteroidului 2024 YR4 pentru a reduce incertitudinile legate de traiectoria sa și pentru a determina dacă acesta va lovi Pământul. Deoarece asteroidul se îndepărtează acum de Pământ, devine din ce în ce mai slab, necesitând utilizarea unor telescoape cu deschidere mai mare, precum telescopul Keck de 8,2 metri și Very Large Telescope. Până la începutul lunii aprilie 2025 și până în iunie 2028, 2024 YR4 se va îndepărta prea mult de Pământ pentru a putea fi observat chiar și de cele mai mari telescoape terestre. Telescoapele spațiale în infraroșu, precum James Webb Space Telescope (JWST), vor putea observa asteroidul când acesta va fi mai departe de Pământ. JWST este programat să observe 2024 YR4 în martie și apoi în aprilie-mai 2025 cu ajutorul instrumentului său NIRCam și Mid-Infrared Instrument, care va furniza măsurători atât ale poziției asteroidului cât și ale emisiei sale termice în infraroșu, din care se pot estima mai bine dimensiunea și albedo-ul asteroidului.
Observarea asteroidului atunci când va trece din nou pe lângă Pământ în 2028 va permite calcularea unei orbite foarte precise și o estimare mult mai precisă a probabilității impactului în 2032, deoarece va extinde arcul de observație cu patru ani. Asteroidul va avea magnitudinea 25 atunci când se va afla în opoziție în jurul datei de 19 iulie 2028, la o distanță de 0,79 UA (118 milioane km) față de Pământ. Prin urmare, în 2028 nu va fi suficient de aproape pentru observații radar precise, iar imaginile optice vor necesita telescoape mari. Dacă observațiile din 2028 nu exclud un impact în 2032, atunci o misiune de redirecționare a asteroidului similară cu misiunea DART ar putea fi trimisă către 2024 YR4 pentru a evita impactul.